# Podólica (raza bovina)
La podólica (en italiano: podolica pronunciado [po'dolica]) es una raza bovina caracterizada por tener el macho, una capa de color gris, con tendencia al gris oscuro en la zonas de cuello, muslo, alrededor del ojo y de las orejas, mientras que las hembras tienen una capa más clara llegando hasta el blanco. Los machos presentan una encornadura en media luna, mientras que las hembras tienen los cuernos en lira. 
En Italia, el bovino podólico se cría sobre todo en áreas meridionales del país (Abruzos, Molise, Campania, Apulia, Basilicata y Calabria).
Esta raza se cría para la producción de carne y leche. La leche se usa para la elaboración de queso. Antiguamente, era utilizada también como animal de trabajo.

## Historia de la raza
La antigua raza podólica conserva su nombre en referencia a la región de procedencia, las estepas de Podolia, en Ucrania. Las importaciones a Italia datan, al parecer, del 452 d. C. realizada por los hunos o bien por los antiguos romanos, que la habrían llevado también a Creta.
Otras fuentes, sin embargo, afirman que es una raza originaria de la península itálica.
Si bien esta raza no está amenazada de desaparición, sí ha sufrido un progresivo declive debido a la mecanización de la agricultura, lo que ha dado lugar a que su uso como animal de trabajo se haya vuelto obsoleto. También, la decadencia de la vaca podólica se produce por la urbanización y el éxodo rural.  De un censo estimado en 1983 de 630 000 ejemplares de bovinos de esta raza, según el Atlante Etnografico (Atlas Etnográfico italiano), la población de la podólica, según la FAO, para el año 2002 había sufrido una disminución de alrededor del 80 %.

## Adaptación y difusión
La adaptación es el resultado de un proceso milenario a las condiciones medioambientales de las áreas meridionales del país, a los bosques y áreas de monte bajo. El censo es de unas 130 000 cabezas en esta zona del mediterráneo, presentes, sobre todo en los Abruzos, Campania, Apulia, Basilicata y Calabria.
En tiempos modernos, es frecuente que los criadores de la raza introduzcan toros charoleses o de raza limusina en las manadas para obtener terneros de mayor peso, crecimiento más rápido, mejores cortes carniceros y mejor venta. Estos cruces son una estrategia válida cara a la competitividad y viabilidad de las explotaciones, pero es una práctica negativa en lo que se refiere al trabajo de selección de la raza, que ha vivido periodos en los que su supervivencia se ha visto amenazada. En el momento actual están en marcha ayudas económicas promovidas por las asociaciones de criadores que impulsan la figura del criador guardián, que con su actividad de cría contribuye a conservar la raza. Las medidas aplicadas prevén una ayuda anual de 200 € por cabeza para que los criadores mantengan el mismo número de animales criados para las ganaderías que están de acuerdo con estas acciones de tutela y salvaguardia.

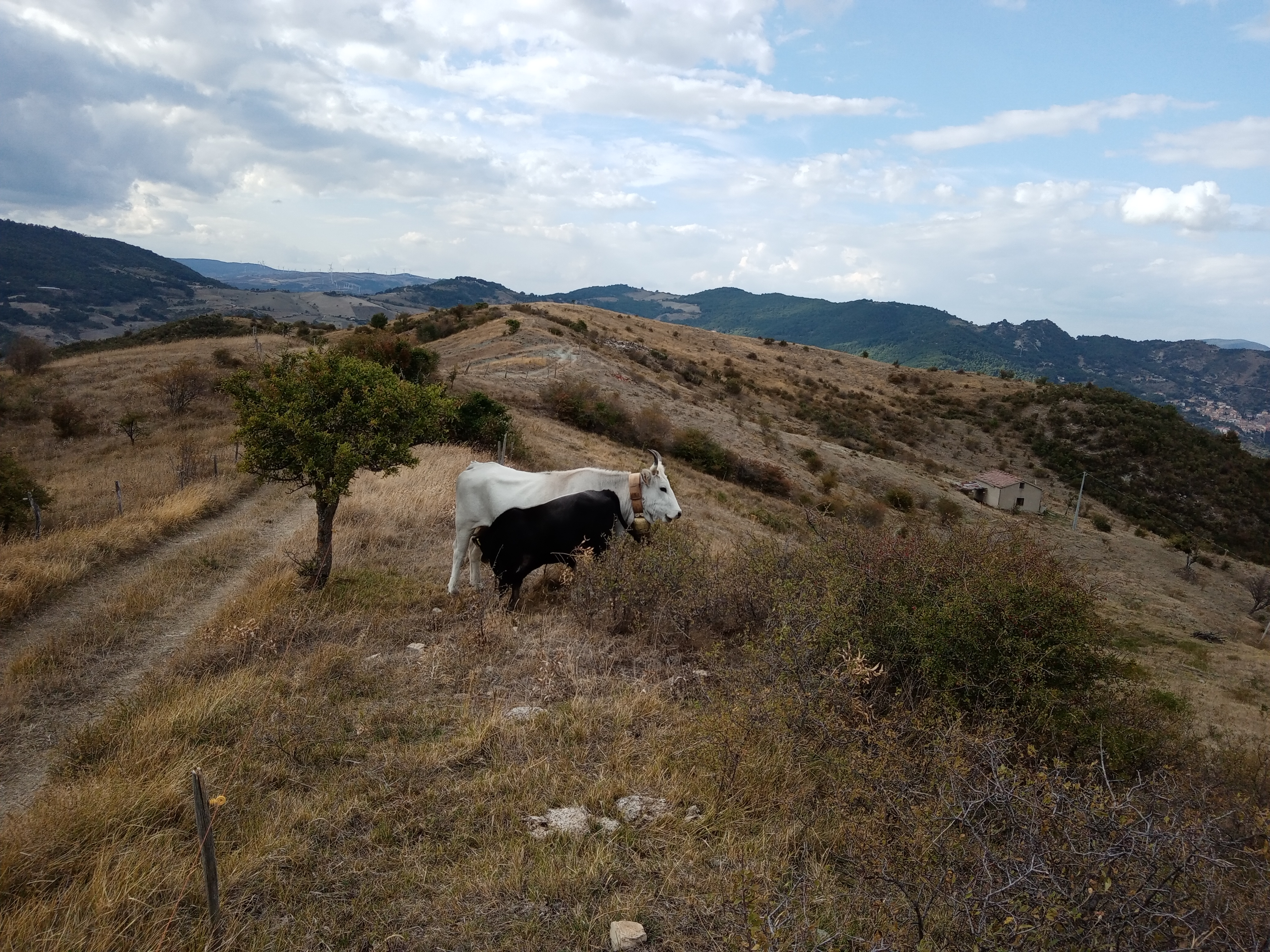
Vaca podólica con ternero en Pietrapertosa (Basilicata)

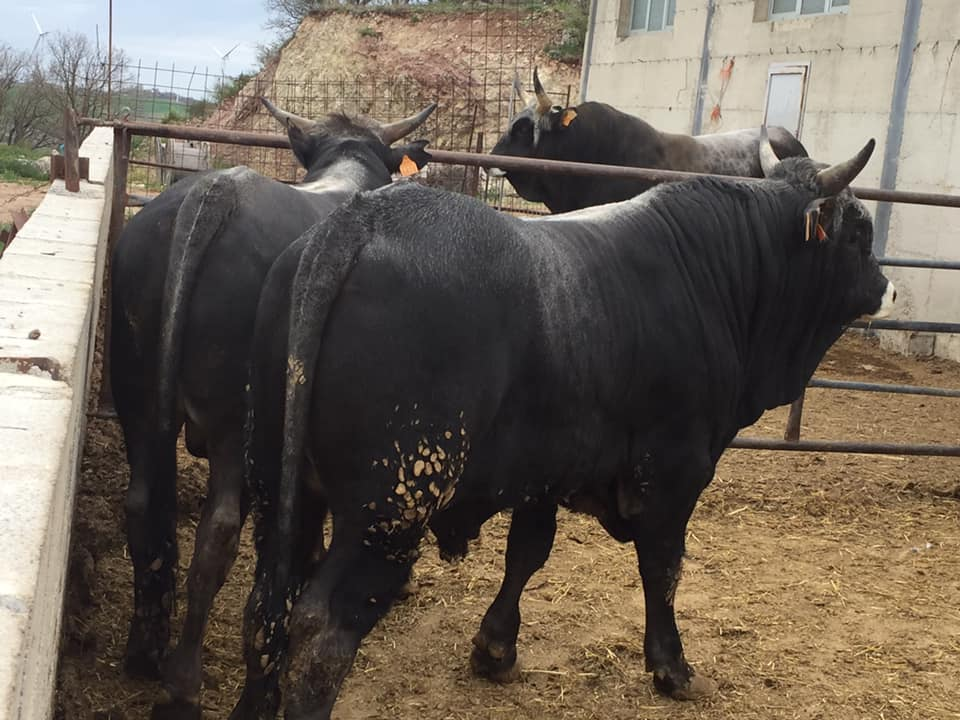
Novillos podólicos en Cancellara

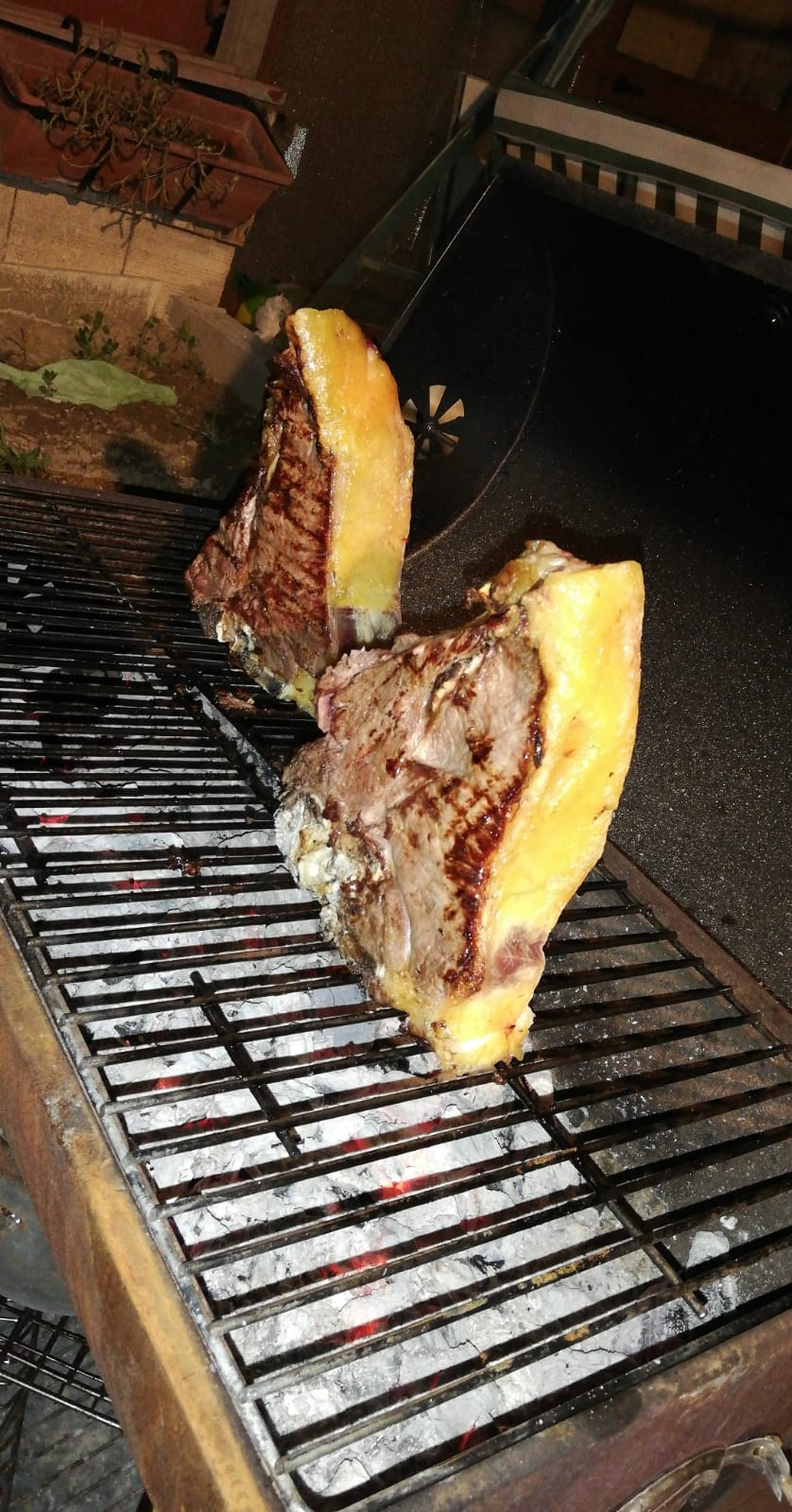
Filetes de ejemplares podólicos criados en libertad

## Cría
La raza se cría para la producción de carne y leche. Ello va acompañado de una resistencia a frío al ser una raza que siempre ha estado expuesta al medio ambiente, desde el nacimiento hasta su muerte. Durante el invierno pace en las zonas boscosas de baja altitud y el resto del año en la montaña, a altitudes de 800 m y superiores. La trashumancia es, por tanto, altitudinal. Cada ejemplar tiene un nombre y lleva en el cuello un cencerro para ubicar su presencia en la distancia.
La vaca podólica es una raza de aptitud cárnica. Su importancia se plasmó en la creación del libro genealógico. En 1988, se celebró en Italia la primera muestra nacional  del ganado bovino inscrito en el libro genealógico de la raza podólica. En 1996, se inauguró en Laurenzana  (Potenza - Italia) el Centro Genético de la Raza Podólica de la Asociación Nacional de Criadores Bovinos de Carne (ANABIC). Este centro ha mejorado la genética de la raza, inscribiendo 500 novillos reproductores. En Italia hay unas 130 000 cabezas.

## Características principales

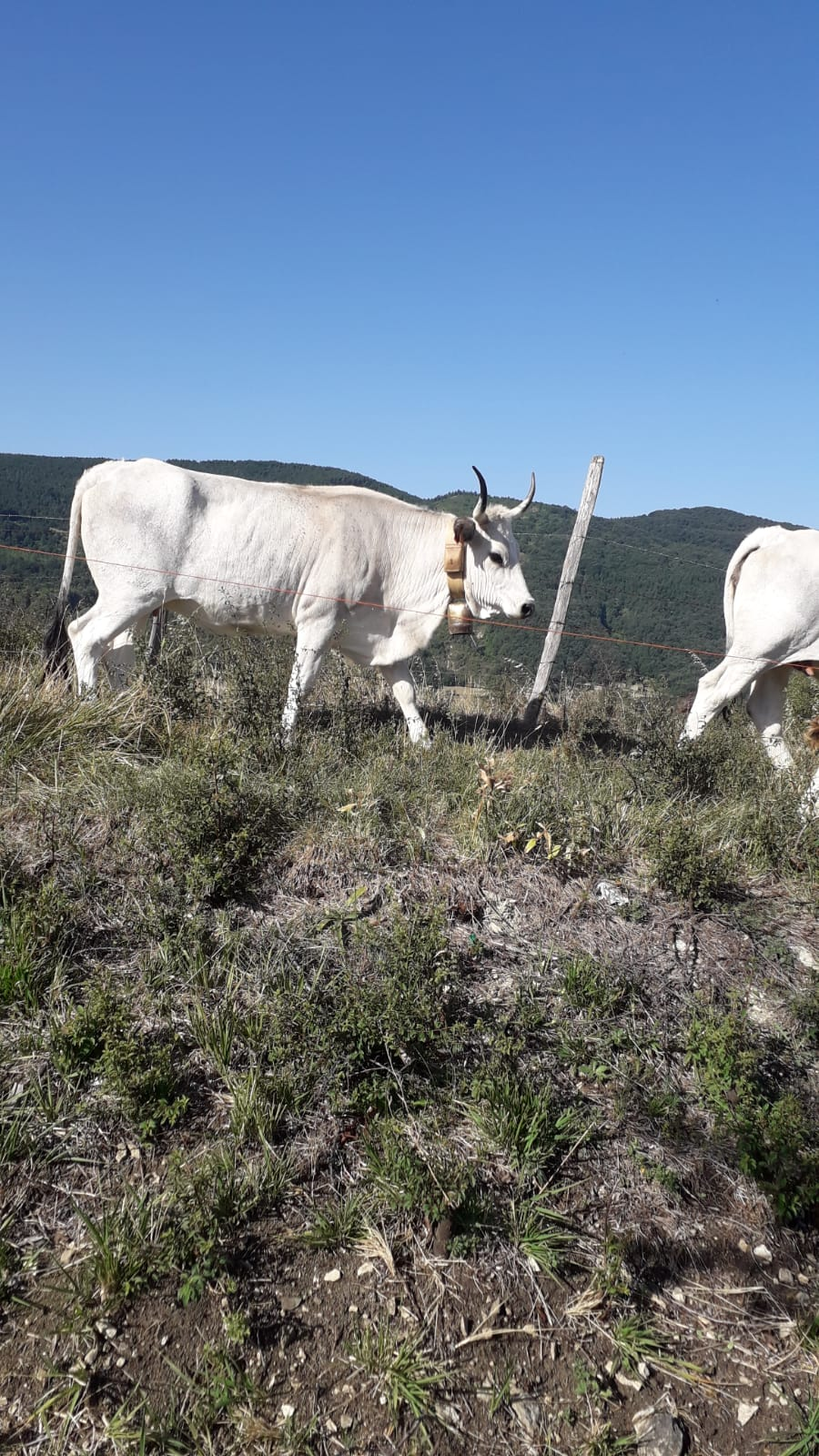
Vaca podólica

Fuerte adaptación a condiciones medioambientales adversas y capacidad de aprovechamiento, en libertad, de recursos alimentarios difíciles de aprovechar por otras razas, al estar en terrenos de acceso complicado. Es una raza muy rústica, no necesitando grandes cuidados.
Las características somáticas están estrechamente ligadas al sexo por lo que hay un claro dimorfismo sexual.
Los machos presentan en la cabeza una estrella cónica, cuernos en media luna, capa negra con gradaciones grises en la nuca, cuello pronunciado y grupa rectilínea. En los machos, la capa puede ser completamente negra, gris, blanca degradada y tonalidades más acentuadas que en las hembras.
Las hembras tienen los cuernos en forma de lira, que con el paso del tiempo tienden a enroscarse en la punta. Tienen capas similares a las de los machos pero menos acentuadas. Una vaca podólica pura se reconoce fácilmente por la coloración negra de morro, ano y vulva.
La raza podólica es una de las razas iniciales en el «Programa Tauros», una reproducción planificada para la retrocrianza de los uros, con base en los Países Bajos y en el que colaboran con sus razas bovinas Portugal, España, Italia, Croacia, Chequia, Rumanía y Reino Unido.[cita requerida]

## Producción alimentaria
La producción láctea es de unos 15 kg diarios con un tenor graso del 4,5 % y un contenido en proteína del 3,6 %. Las fases de producción son de corta duración.
La leche se transforma en queso de pasta hilada (pasta filata), un tipo de queso propio de la gastronomía italiana. Son quesos muy apreciados, como el caciocavallo podólico, al conferir al producto cualidades organolépticas de particular agrado para el consumidor.
La carne es de buena calidad, con una sapidez típica de esta raza, una grasa de color amarillo pálido que tiende a derretirse al corte y un aroma producto de las esencias contenidas en los alimentos que consumen los terneros durante la cría y el engorde. La presencia de grasa veteada es esporádica.
La carne podólica se obtiene de cabezas bovinas que pasan toda su vida paciendo y, por tanto, comiendo lo que encuentran en la naturaleza. Algunos criadores hacen un engorde final, pasando los novillos de estar en libertad a estar en semilibertad, alimentados con piensos compuestos y suplementados con paja y forraje hasta llegar al peso de 500 kg, momento en el que son sacrificados. La carne de la raza podólica, junto con la de las razas maremmana, marchigiana, romagnola y chianina, forma parte del CCBI (Consorzio Produttori Carne Bovina Pregiata delle Razze Italiane, «Consorcio de Productores de Carne Fina de Bovino de Razas Italianas»). La carne de podólica contiene ácido linoleico conjugado, que tiene efectos beneficiosos para la salud humana. Si los animales se han criado en libertad, presentan una grasa de color amarillo pálido, típica de un animal que se nutre con productos naturales.
Por otro lado, si el animal ha sido criado en semilibertad, tiene una grasa blanca con tendencia al amarillo. La calidad de la carne depende también de que los novillos, en el momento de su sacrificio, tengan entre 12 y 24 meses de edad.

## En otros países
Además de en Italia, hay criadores de la raza en Colombia.